# Баворів

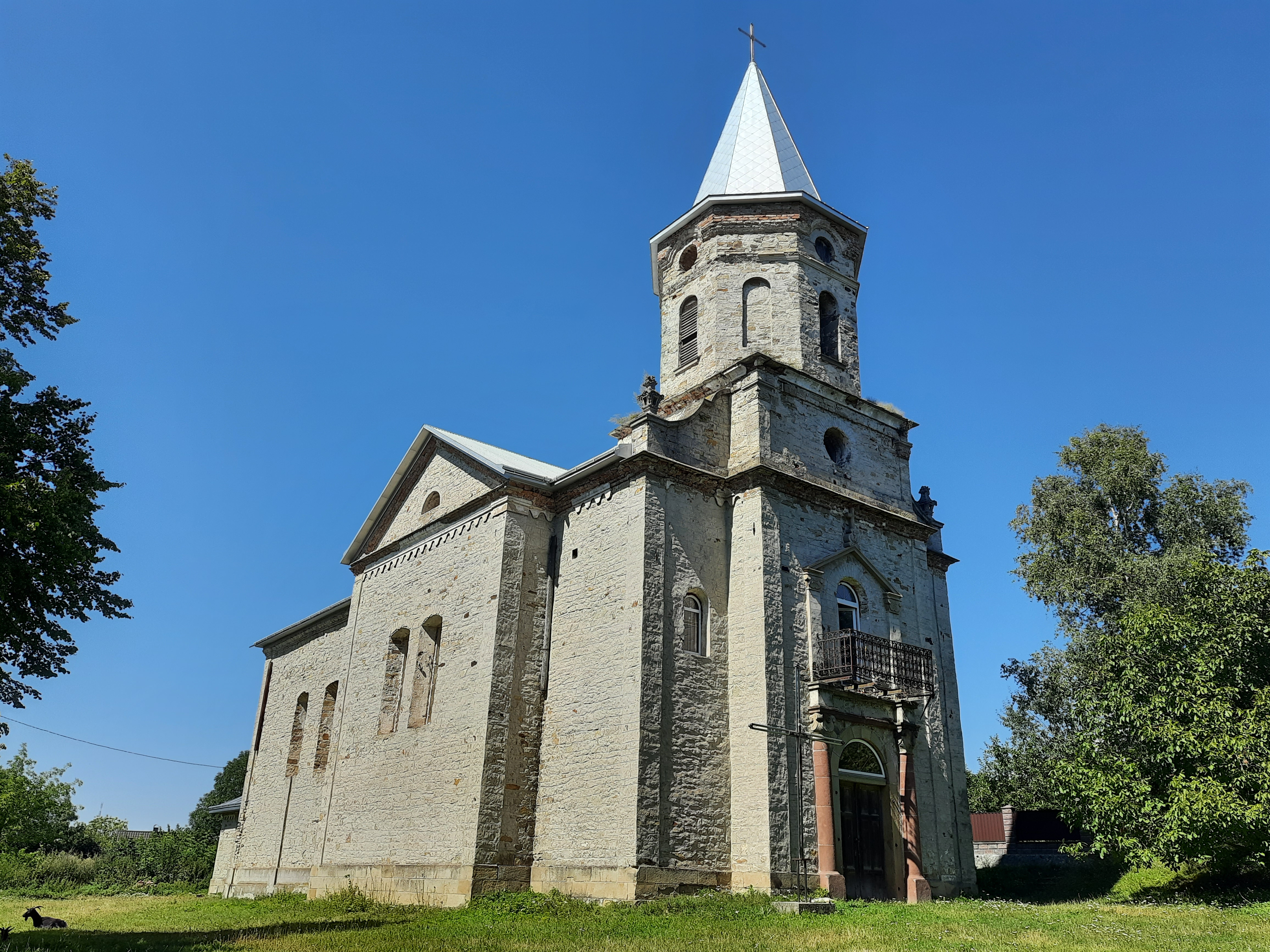
Костел Святого Вацлава

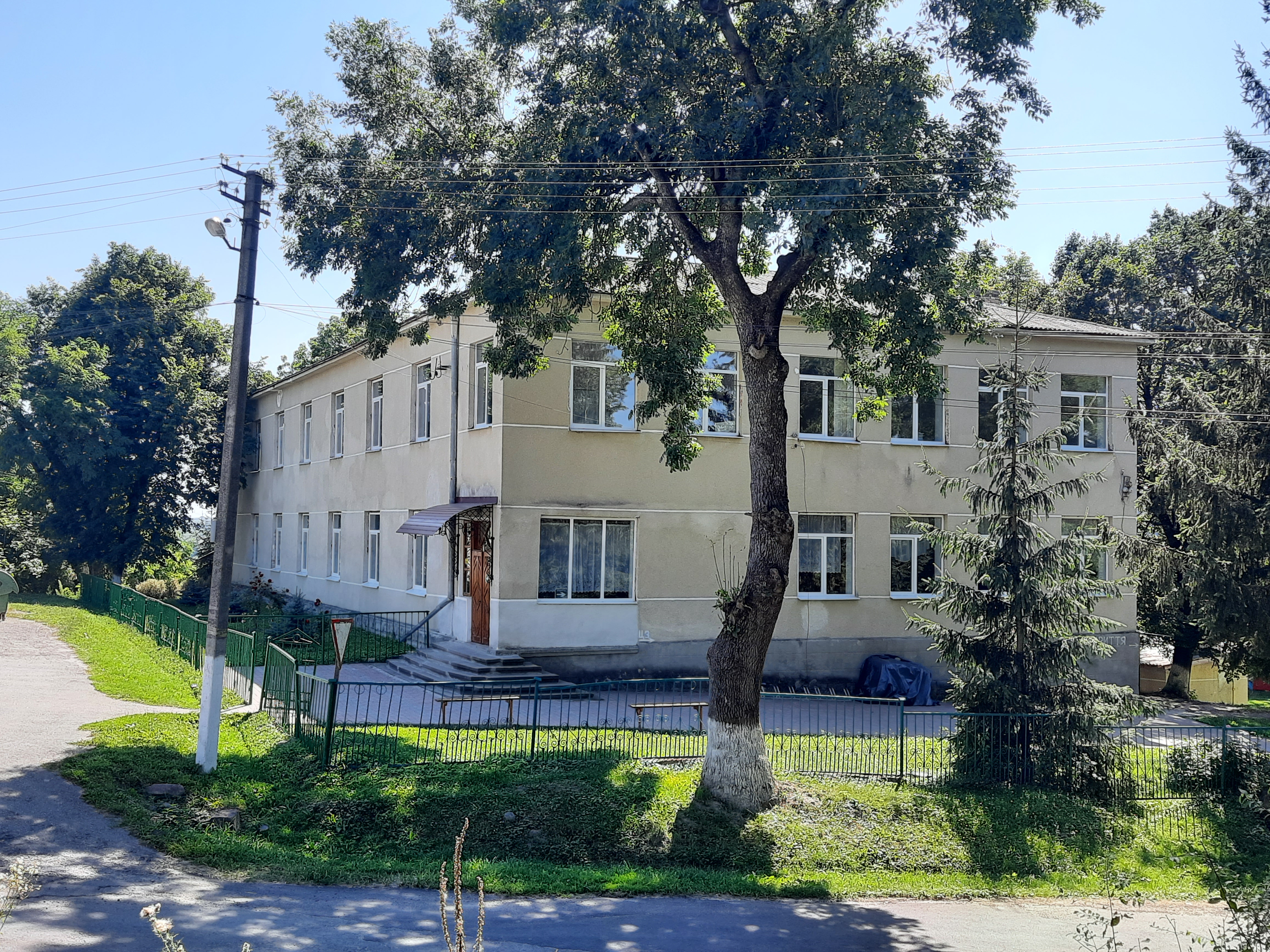
Школа

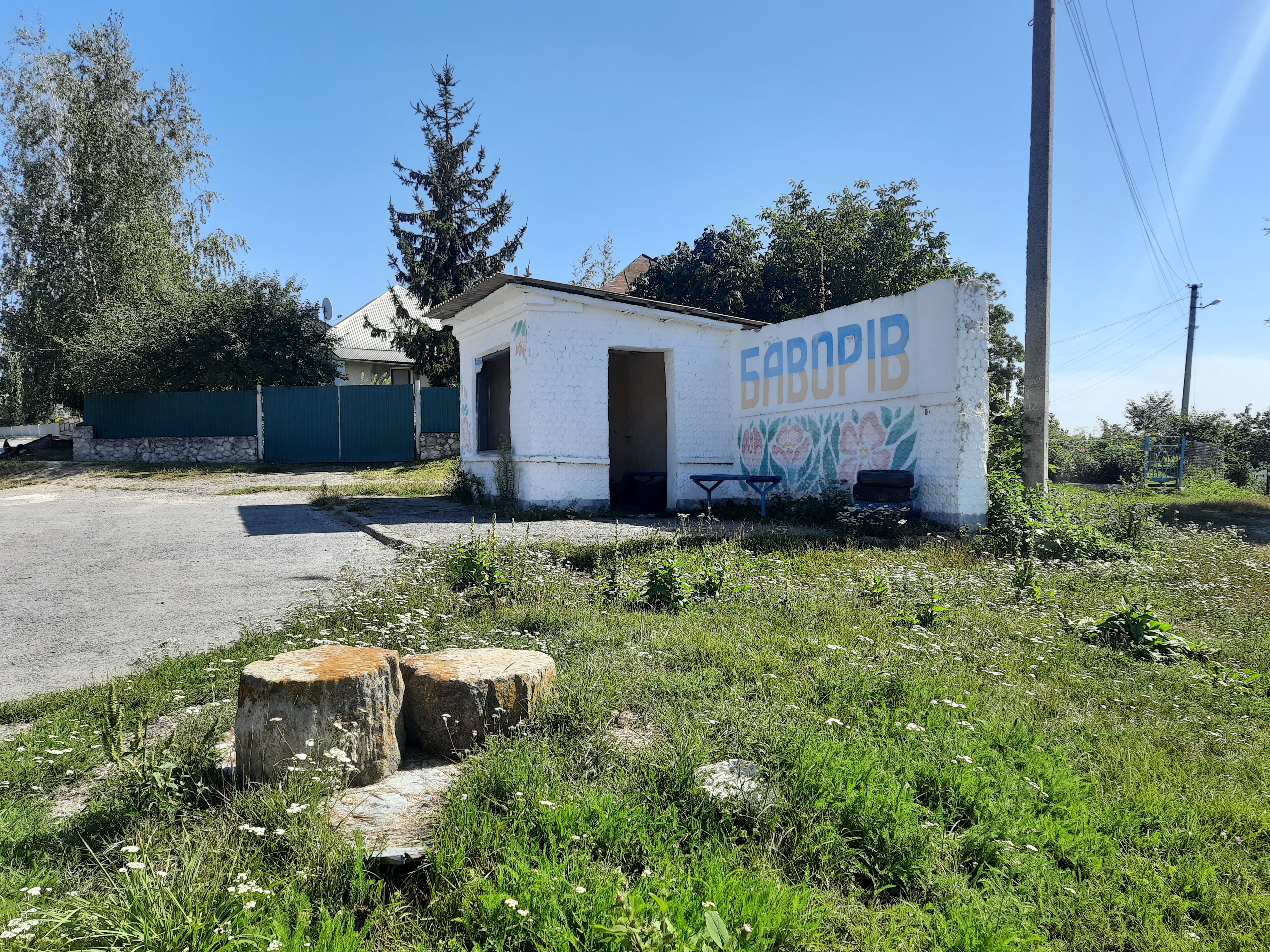
Автобусна зупинка

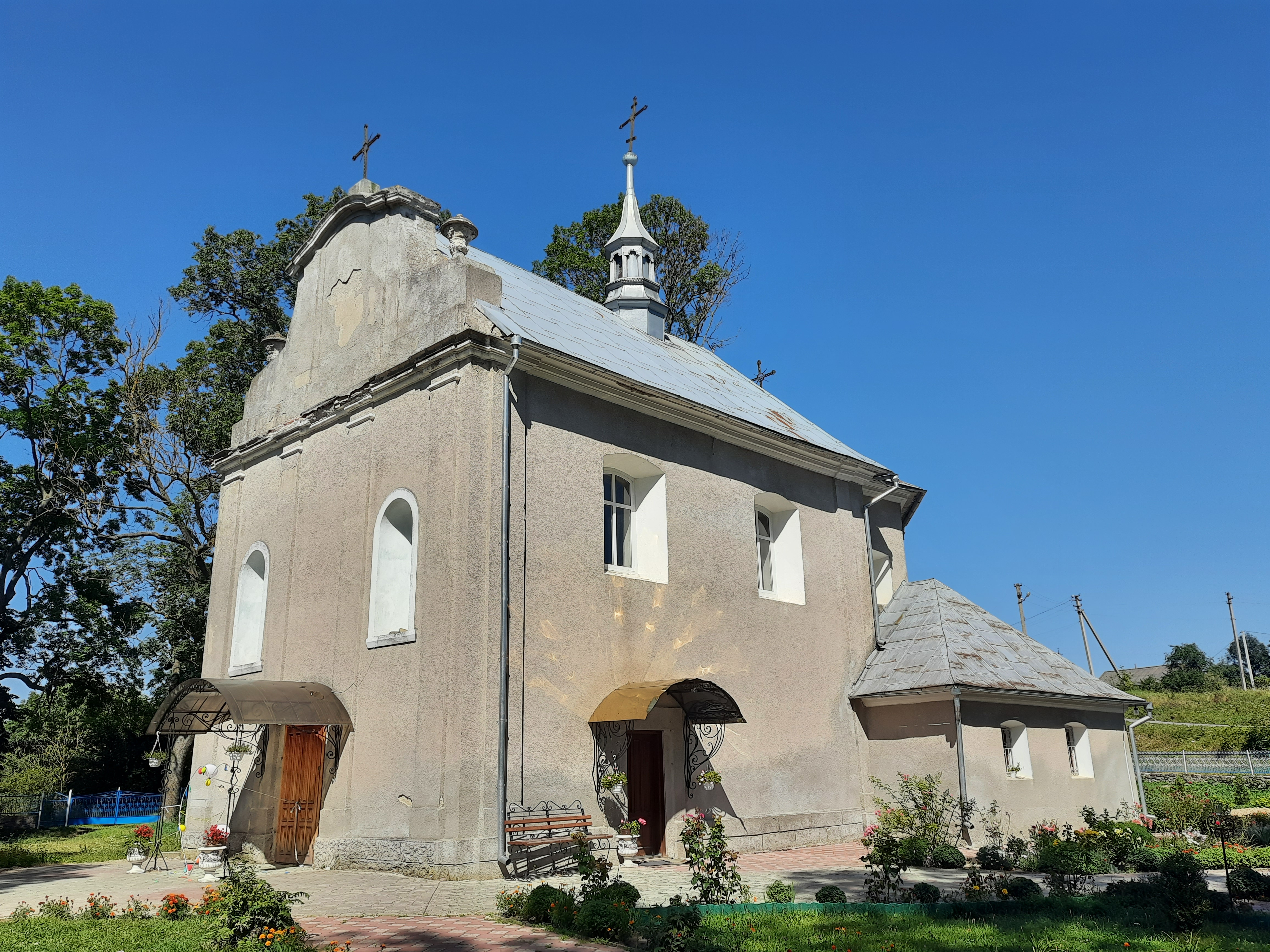
Церква Різдва Івана Хрестителя

Ба́ворів — село в Україні, у Великогаївській сільській громаді Тернопільського району, Тернопільської області (Україна). До 2015 — центр сільської ради, якій також було підпорядковане с. Застав'є. Від 2015 року у складі Великогаївської сільської громади.
Розташоване за 20 кілометрів від Тернополя і за 3 км від найближчої залізничної станції Прошова.

## Історія
Неподалік села виявлено археологічні пам'ятки черняхівської культури та культури кулястих амфор.
Перша писемна згадка припадає на 1439 рік, коли село було власністю Станіслава Баворовського, згадується 28 грудня 1439 року в книгах галицького суду.
У 1540 Баворів згадано як приватне містечко, яке мало оборонний замок (до нашого часу збереглися руїни мурів, фундамент замку та підземний хід).
Каспер Несецький називає в І томі своєї праці «Korona polska przy złotej wolności…» тодішнім власником поселення Вацлава Баворовського — коронного писаря часів короля Сігізмунда І Старого, який, за даними Несецького, купив поселення і заснував містечко.
У 1589 біля містечка був розгромлений чамбул ногайських татар.
1779 року Баворовські отримали титул графів Священної Римської імперії.
З розвитком Тернополя як економічного і оборонного центру містечко занепало.
1 серпня 1934 року в рамках реформи на підставі нового закону про самоуправління (23 березня 1933 року) увійшло до нової сільської гміни Баворів (Тернопільський повіт Тернопільського воєводства).
У 1940-1941, 1944-1962 роках село належало до Великобірківського району. Відтак, у грудні 1962 року увійшло до складу Тернопільського району.
12 червня 2020 року, відповідно до розпорядження Кабінету Міністрів України № 724-р «Про визначення адміністративних центрів та затвердження територій територіальних громад Тернопільської області» увійшло до складу Великогаївської сільської громади.
19 липня 2020 року, в результаті адміністративно-територіальної реформи та ліквідації Тернопільського району, село увійшло до складу новоутвореного Тернопільського району.

## Населення
Згідно з переписом УРСР 1989 року чисельність наявного населення села становила 1212 осіб, з яких 562 чоловіки та 650 жінок.
За переписом населення України 2001 року в селі мешкало 687 осіб.

### Мова
Розподіл населення за рідною мовою за даними перепису 2001 року:
| Мова       | Відсоток |
| ---------- | -------- |
| українська | 99,56 %  |
| російська  | 0,29 %   |
| польська   | 0,15 %   |

## Символіка

### Герб
Затверджений рішенням сесії сільської ради.
Щит розтятий і понижено хвилясто напівперетятий червоним, зеленим і синім. У першій частині два срібних співобернених вістря коси, супроводжувані зверху золотим п'ятикутним хрестом. У другій частині виникає срібний млин, поверх усього млинове колесо, синє в срібному і срібне в синьому. Щит вписаний в золотий декоративний картуш та увінчаний червоною міською короною з трьома вежками.
У середині ХІХ століття громада Баворова користувалася печаткою з іншою символікою: у полі печатки — два листяні дерева, між якими стоять два вулики

## Пам'ятки

### Замок
Замок у Баворові був побудований на пагорбі над річкою Гнізною в XVI столітті Вацлавом Бавором (пол. Wacław Bawor). У 1589 році замок витримав татарську облогу. У XVII столітті замок був перебудований. По кутах будинку з воротами знаходилися дві круглі оборонні вежі у три яруси з шатровим завершенням. У 1851 році власниками замку стала родина Боваровських. Зараз на замковому пагорбі можна відшукати лише пивниці, рештки фундаменту, залишки мурів та вхід у засипаний підземний хід.[джерело?]

### Церква Різдва Іоанна Хрестителя
Мурована Церква Різдва Івана Хрестителя діє від 1747 року, спочатку це була замкова каплиця, яку звела в XVI столітті родина Баворовських.
Є пам'яткою архітектури національного значення (охоронний номер 1597/0).

### Костел святого Вацлава
Римо-католицький костел святого Вацлава збудований на власні кошти ксьондза Я. Шубера на початку XX століття. Є пам'яткою архітектури місцевого значення (охоронний номер 228).
У жовтні 2014 року митрополит Львівський Мечислав Мокшицький, о. Анатолій Заячковський урочисто посвятили відновлений костел. Одним із меценатів відновлення храму є Даріуш Гаєвський.

### Інші
- Поселення Баворів I (черняхівська культура (кін. II — поч. V ст. н. е.), пам'ятка археології, охоронний номер 2784)
- Скульптура Св. Богородиця «Пієта» (XIX ст., пам'ятка історії місцевого значення, охоронний номер 4372-Тр)
- Пам'ятний знак воїнам-землякам, які загинули в роки Другої світової війни (1941—1945, пам'ятка історії місцевого значення, охоронний номер 694)

Скульптура "Свята Богородиця «Пієта»
Пам'ятка історії місцевого значення. Розташована в центрі.
Робота самодіяльних майстрів, виготовлена із каменю.
Скульптура — 1,1 м, постамент — 2,5х0,6х0,6 м, площа — 0,0009 га.

## Соціальна сфера
У селі діють загальоосвітня школа І-ІІІ ступенів, бібліотека.

## Населення
У 2001 році в селі проживало 688 осіб.

### Мовні особливості
Село розташоване на території наддністрянського (опільського) говору. До «Наддністрянського реґіонального словника» внесено такі слова та фразеологізми, вживані у Баворові: бараболиско («місце, де росла картопля»), бараболянка («картоплиння; бадилля картоплі»), бібкі («овечий послід»), біда («двоколісний візок»), бляд («верхня частина плити»), варе́то («домоткане простирадло; рядно»), вожило («опік»), ворозкі («мотузки, на яких висить колиска»), воська («деталь у жорнах; веретено»), вуклепанец («обмолочений сніп»), зазулька («сонечка»), лабай («людина з великими стопами»), лайнєк («коров'ячий або кінський кізяк»), лівкутник («шульга»), нахлостанка («вудила»), піддаші («місце, де тримають віз»), покрадаємци («крадькома, потайки»), скрут («поворотна подушка передньої частини воза»), сокірня («регулятор плуга»), шток («дерев'яний брусок, який лежить на залізній осі воза»).

## Відомі люди

### Народилися
- Альфред Будзиновський — керівник «Сокола-Батька» в 1901—1908 роках, начальник польової жандармерії ЗУНР, педагог та меценат
- В'ячеслав Будзиновський (1868—1935) — письменник, історик, фольклорист, економіст, публіцист, редактор.
- Гах Роман Васильович (1984—2022) — полковник Державної прикордонної служби України, учасник російсько-української війни.
- Мар'ян Ломницький (1845—1915) — галицький ентомолог, геолог і зоолог.
- Володимир Слюзар (нар. 1955) — громадсько-політичний діяч, член НСЖУ[22].
- Степан Слюзар (нар. 1950) — український журналіст, редактор.
- Анджей Миколай Городиський — політик, президент Рахункової палати, міністр справ закордонних.[23]

### Працювали
- Олег Тернопільський — у 1972—1973 роках учителем української мови та літератури Баворівської школи.[24]

### Поховані
- Віктор Баворовський[25].

## Галерея

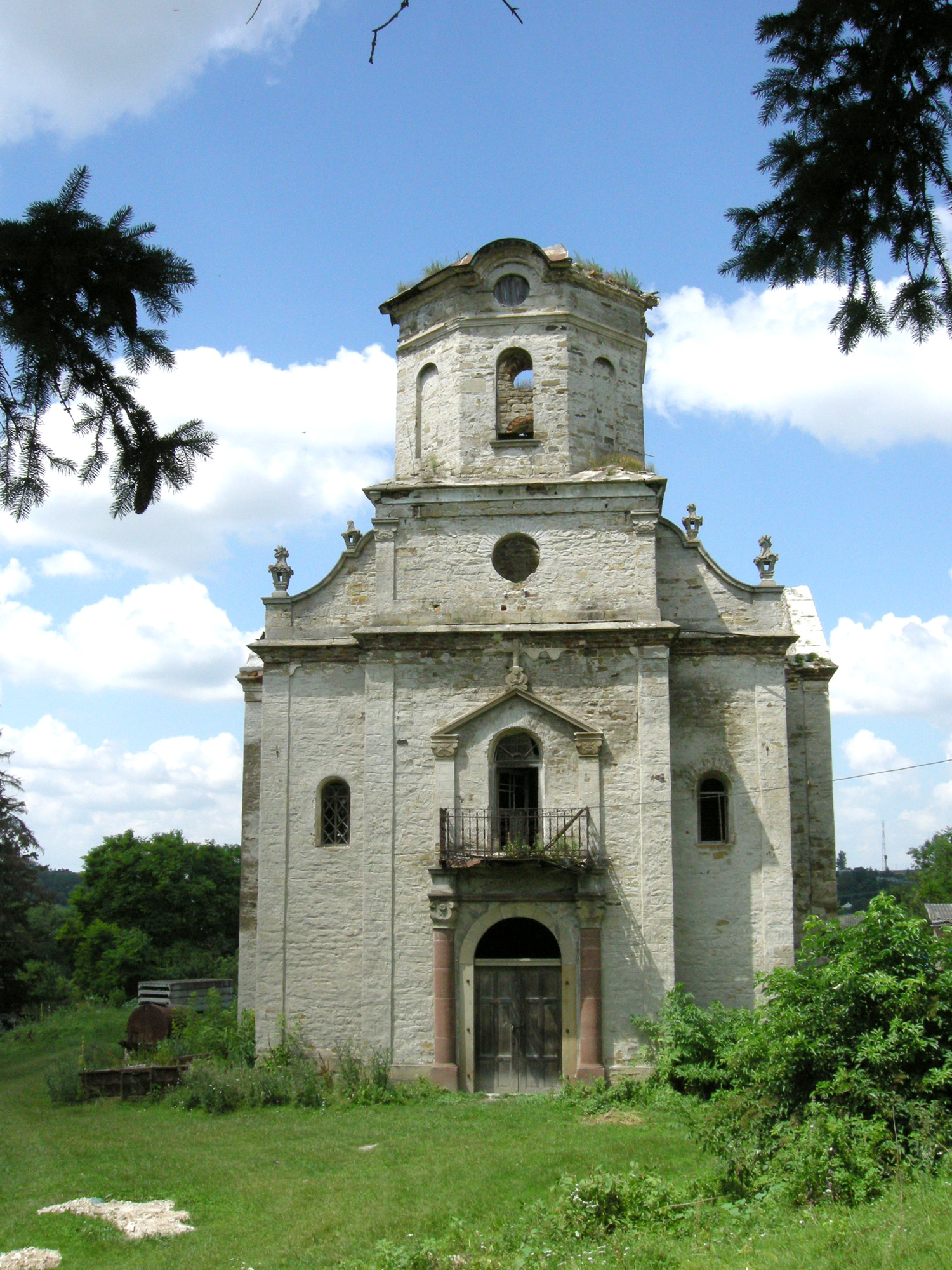
Костел Успіння Пресвятої Богородиці
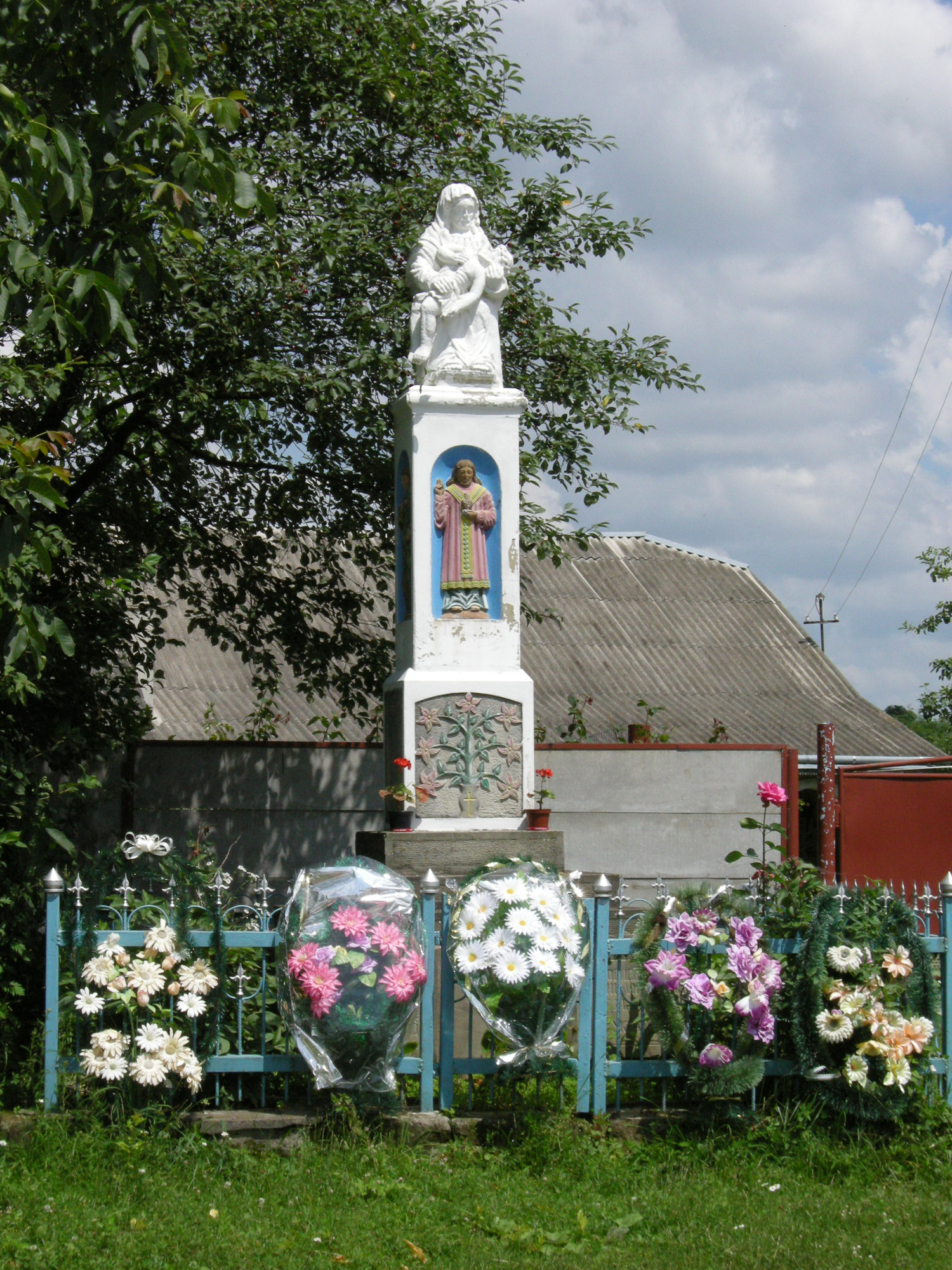
Скульптура Св. Богородиця «Пієта»
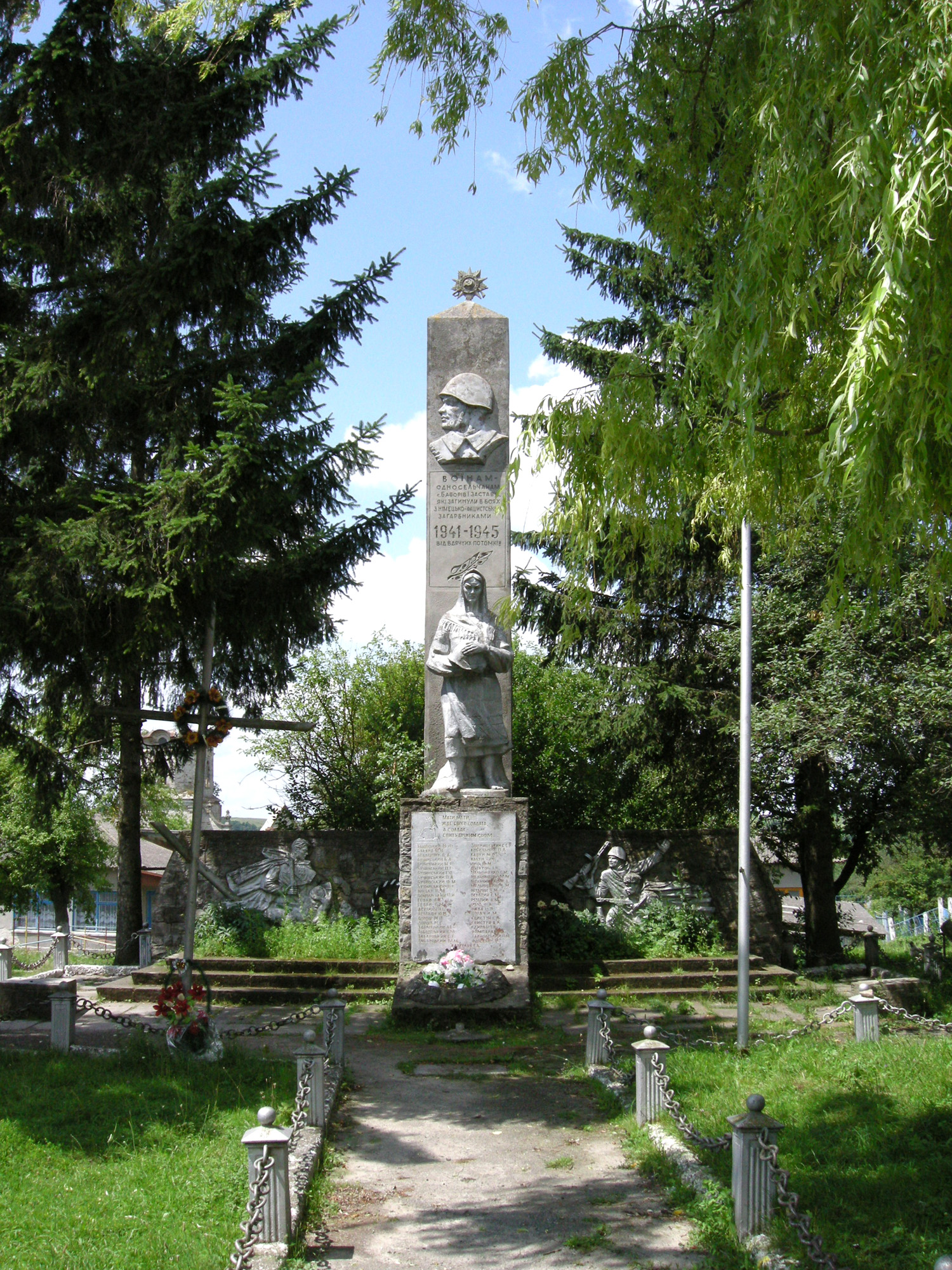
Пам'ятний знак воїнам-землякам, які загинули в роки Другої світової війни
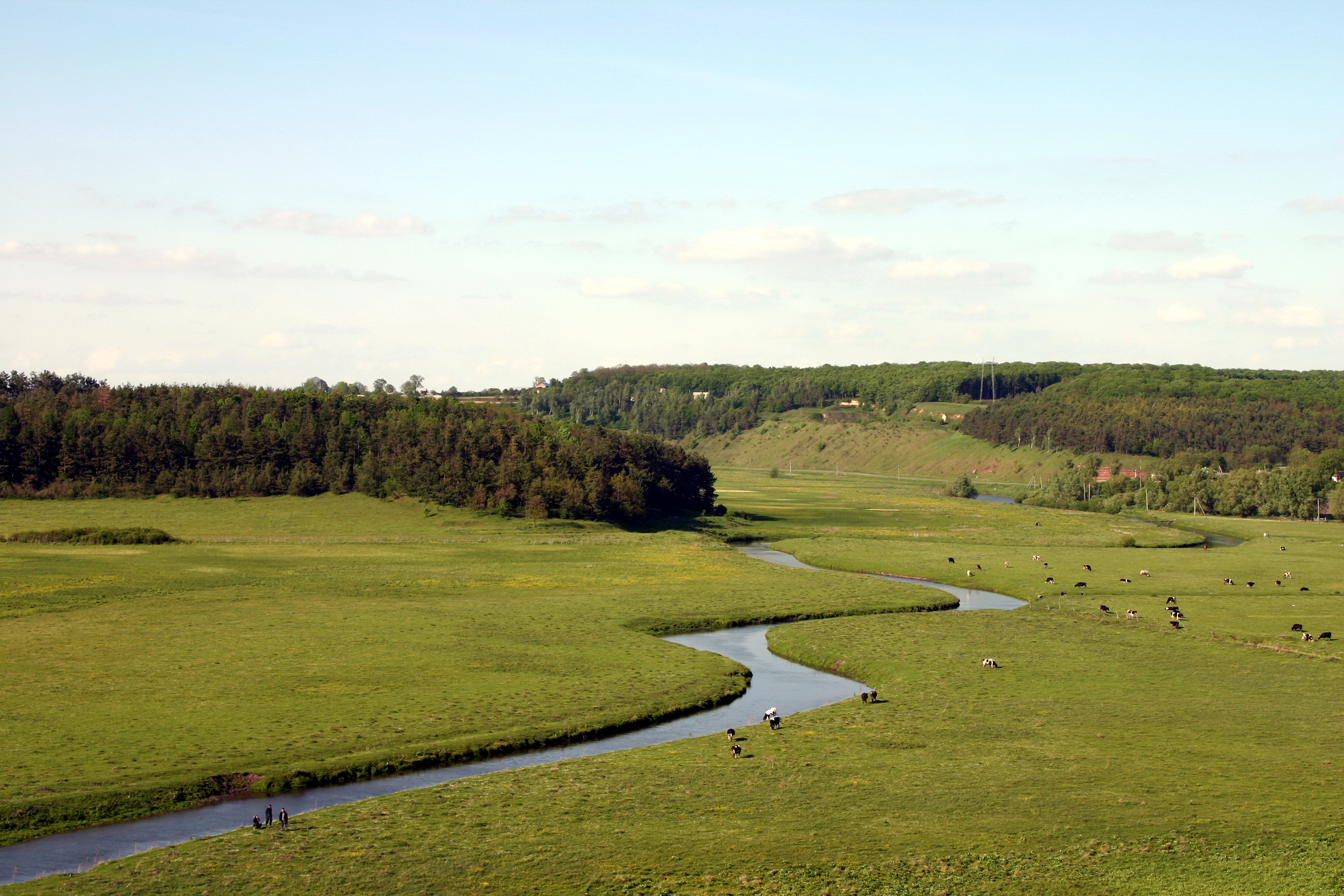
Вигляд з Баворова на Гнізну
Руїни Баворівського млина
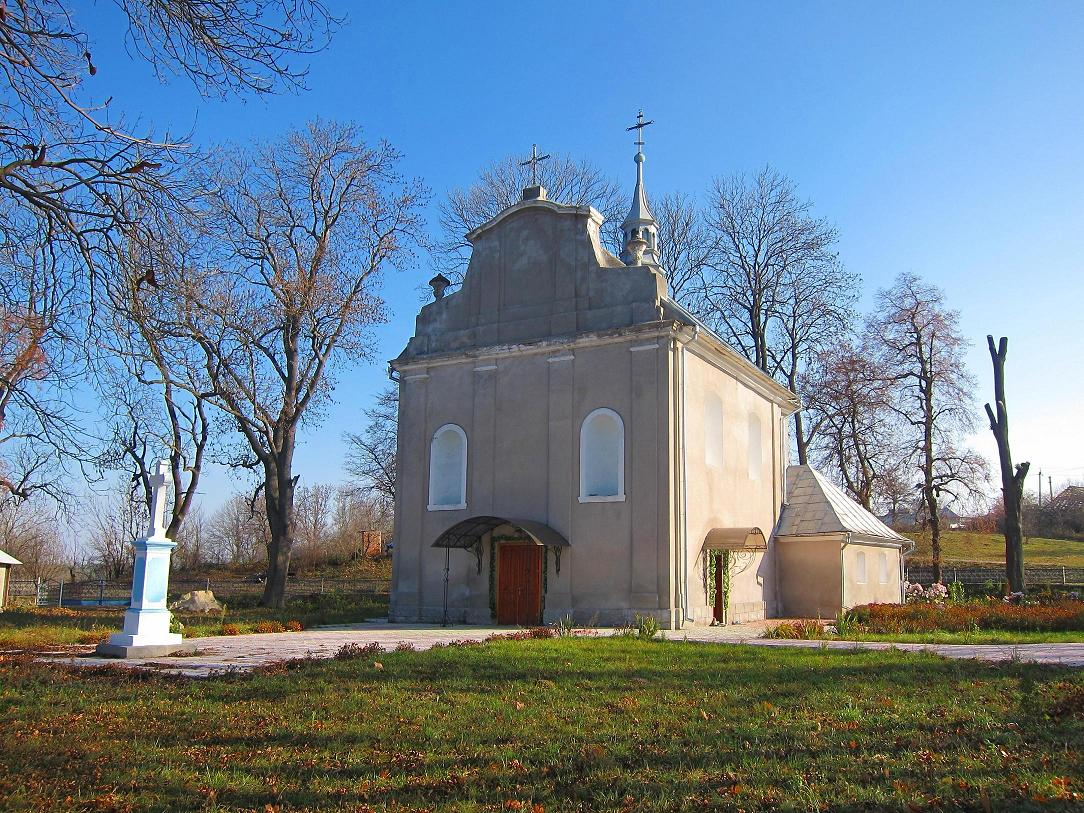
Церква Різдва Іонна Хрестителя